# Robert II Krótkoudy
Robert II Krótkoudy (ur. ok. 1054, zm. 10 lutego 1134) – najstarszy syn króla Anglii i księcia Normandii Wilhelma Zdobywcy i Matyldy, córki Baldwina V, hrabiego Flandrii. Brat Wilhelma II Rudego i Henryka I – królów Anglii.

## Początek życia
Dokładna data urodzenia Roberta nie jest znana. Przyjmuje się, że urodził się między 1051 a 1054 r. Powszechnie zwany był „Krótkoudym” („Krótkonogim” lub „Krótką Opończą”, Curthose). W kronikach Williama z Malmesbury i Oderyka Vitalisa zapisane jest, że ojciec nazywał swojego pierworodnego brevis-ocrea.
W dzieciństwie został zaręczony z Małgorzatą, dziedziczką hrabstwa Maine, ale narzeczona zmarła nim doszło do wesela. Robert ożenił się, dopiero gdy przekroczył 40 rok życia. Zaręczyny z Małgorzatą dały mu jednak pewne prawa do hrabstwa Maine. W 1056 r. ostatni przedstawiciel tamtejszej dynastii, Herbert II, przybył na dwór jego ojca i wyznaczył księcia Wilhelma dziedzicem hrabstwa. Po śmierci Herberta w 1062 r. Wilhelm ogłosił hrabią Maine właśnie Roberta. Został on osadzony na swoim hrabstwie w 1063 r., po pokonaniu konkurenta, Waltera de Vexin. Walki o sukcesję w Maine trwały jednak nadal i w 1069 r. Robert został wyparty z hrabstwa wskutek buntu poddanych.

## Konflikt z ojcem
Już w młodości książę Robert dał się poznać jako odważny rycerz, z wielkim talentem do rzemiosła wojennego. Wyszły na jaw też jego negatywne cechy – lenistwo i słabość charakteru, które były w późniejszych latach wykorzystywane przez niezadowolonych feudałów i króla Francji, by osiągać własne korzyści oraz skłócić Roberta z jego ojcem. Spory z Wilhelmem Zdobywcą rozpoczęły się od tego, że Robert czuł się ograniczany w swych uprawnieniach na rzecz młodszych braci. Powodowało to częste kłótnie w rodzinie.
Konflikt Roberta z Wilhelmem Zdobywcą rozpoczął się w 1077 r. Zaczęło się od wybryku młodszych braci Krótkoudego, Wilhelma i Henryka, którzy oblali Roberta wodą z kloaki. Robert się zdenerwował i wywiązała się bójka między młodszymi braćmi a towarzyszami Krótkoudego. Przerwało ją nadejście króla Wilhelma, który po zapoznaniu się ze sprawą zrezygnował z ukarania juniorów. Robert uznał to za obrazę swojej godności i następnego dnia spróbował zająć zamek w Rouen, stolicy Normandii. Atak nie powiódł się, a król Wilhelm kazał aresztować Roberta i jego świtę. Na wieść o tym Krótkoudy i jego kompania uciekli z Rouen i schronili się u Hugona de Chateauneuf-en-Thymerais. Wkrótce Wilhelm zaatakował ich kryjówkę w Rémalard i Robert z kompanią uciekli na dwór hrabiego Flandrii Roberta I, wuja Krótkoudego.
Z dworu hrabiego Robert prowadził rozbójniczą działalność, łupiąc m.in. Vexin. Aby ją ukrócić król Wilhelm sprzymierzył się z królem Francji, Filipem I. Wkrótce król odkrył, że jego żona, królowa Matylda, w sekrecie posyła zbuntowanemu synowi pieniądze. Wilhelm rozpoczął z synem regularną wojnę, w której nie sprzyjało mu szczęście. Podczas bitwy w styczniu 1079 r. Robert ubił pod ojcem konia i byłby go nawet zabił, gdyby nie rozpoznał jego głosu. Wilhelm przeklął syna i kontynuował oblężenie jego zamku, ale bez rezultatu. W końcu powrócił do swojej stolicy.
Na Wielkanoc 1080 r. owoc przyniosły starania królowej Matyldy zmierzające do pogodzenia Wilhelma z jego pierworodnym. Robert przebywał na dworze do śmierci matki w 1083 r. Następnie udał się w podróż po Europie. Odwiedził m.in. Francję, Flandrię, Niemcy i Włochy. Starał się też o rękę bogatej dziedziczki Matyldy Toskańskiej, ale bezskutecznie.

## Książę Normandii
W 1087 r. ojciec Roberta zginął wskutek wypadku podczas jazdy konnej w czasie oblężenia Mantes. Prawdopodobnie leżąc na łożu śmierci Wilhelm chciał wydziedziczyć swojego syna, ale ostatecznie do tego nie doszło. Włości Zdobywcy zostały podzielone między jego dwóch najstarszych synów. Robert otrzymał księstwo Normandii, zaś Wilhelm koronę Anglii. Najmłodszy z braci, Henryk, otrzymał 5000 funtów srebra, za które miał sobie kupić jakąś ziemię.
Z dwóch braci Wilhelm górował nad Robertem zarówno charakterem jak i stanowczością. Robert był znacznie słabszym monarchą, przez to wygodniejszym dla wielkich feudałów, których znaczenie w okresie rządów Roberta zdecydowanie wzrosło. Niedługo po śmierci ojca obaj bracia zawarli układ o przeżycie, wyznaczając swoim następcą brata, w wypadku swej bezpotomnej śmierci. Pokój między Robertem a Wilhelmem utrzymał się tylko rok.
Wiosną 1088 r. feudałowie angielscy wzniecili rebelię przeciwko Wilhelmowi II, dążąc do osadzenia na tronie Anglii Roberta, który był dla nich wygodniejszym władcą. Wilhelm działał jednak energicznie i w ciągu kilku miesięcy stłumił rebelię. Pomógł mu fakt, iż Robert, mimo popierania buntowników, nigdy nawet nie przygotowywał się do wyprawy za kanał La Manche i zbrojnego wsparcia rebelii.
Czołowym doradcą księcia Normandii był Ranulf Flambard, który był dawniej bliskim współpracownikiem Wilhelma Zdobywcy. Po kilku latach drogi Roberta i Ranulfa rozeszły się, i ten ostatni został potężnym, ale wielce znienawidzonym, doradcą finansowym króla Wilhelma II.

## Wyprawa krzyżowa

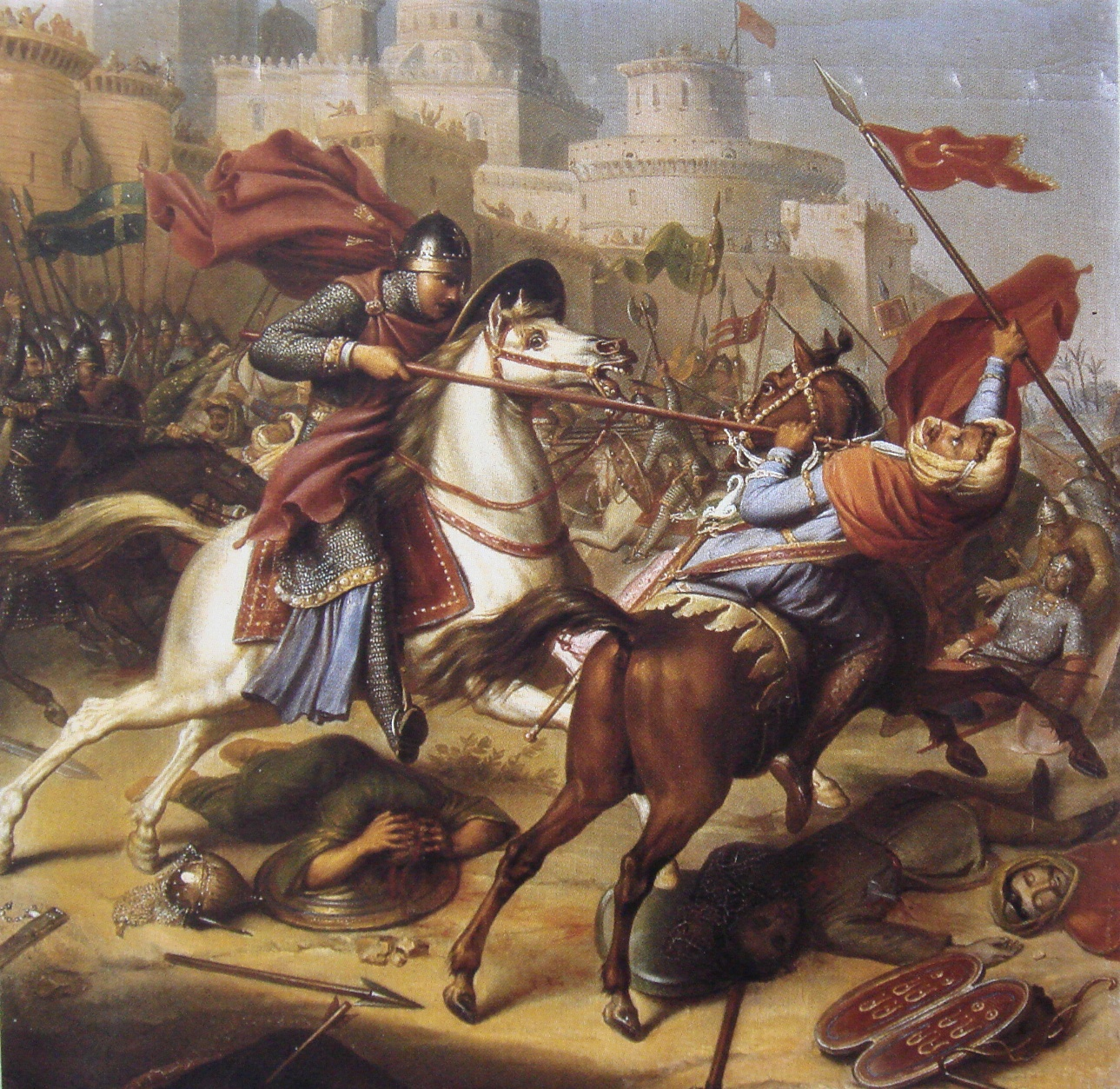
Robert z Normandii podczas oblężenia Antiochii w latach 1097–1098

Po synodzie w Clermont Robert złożył w 1096 r. śluby krucjatowe i rozpoczął przygotowania do wymarszu do Ziemi Świętej. Główną przeszkodą dla księcia były problemy finansowe. Skarbiec był pusty, a Robertowi niejednokrotnie nie starczało pieniędzy na ubrania. Zapotrzebowanie finansowe udało się zaspokoić dzięki pożyczce 10 000 marek od swojego brata Wilhelma pod zastaw księstwa Normandii.
W drogę do Ziemi Świętej Robert udał się w towarzystwie swojego brata ciotecznego, Roberta II, hrabiego Flandrii, i swojego szwagra, Stefana II, hrabiego Blois. Krzyżowcy północnofrancuscy wybrali drogę przez Półwysep Apeniński i w Bari weszli na statki, które przewiozły ich do Dyrrachium. Stamtąd krzyżowcy udali się do Konstantynopola. Po połączeniu się z innymi oddziałami krzyżowców, książę Robert i jego ludzie przeszli cały szlak I wyprawy krzyżowej, zakończonej zdobyciem Jerozolimy i bitwą pod Askalonem. Robert podobno został wybrany królem królestwa Jerozolimskiego, ale brak na to jednoznacznych dowodów.
Kapelanem księcia na wyprawie krzyżowej był Arnulf z Rohes, który pozostał na Bliskim Wschodzie i w 1112 r. został patriarchą Jerozolimy.

## Konflikt z bratem
2 sierpnia 1100 r. Wilhelm II Rudy zginął od strzały podczas polowania w New Forest. Zgodnie z umowami między braćmi tron Anglii powinien przypaść Robertowi, który jednak był w drodze powrotnej z krucjaty. Na angielski tron wstąpił więc najmłodszy z braci, Henryk I Beauclerc. Tymczasem Ranulf Flambard oraz wielu anglonormandzkich baronów zaczęło nakłaniać Roberta do zbrojnego egzekwowania swoich praw do angielskiej korony.
Robert uległ ich namowom i z silną armią wylądował w Portsmouth w 1101 r. Nie zyskał jednak poparcia wśród ludności Anglii. Jego działania były zbyt opieszałe i król Henryk zdołał utrzymać się na tronie. Robert wrócił do Normandii i zawarł z bratem ugodę w Alton, w której zrzekał się pretensji do angielskiego tronu w zamian za roczną pensję w wysokości 3000 marek.
Porozumienie między braćmi przetrwało do 1105 r. Robert nadal chciał zdobyć koronę Anglii, a i Henryk łakomym okiem patrzył za kanał La Manche, gdzie normandzcy feudałowie coraz mniej liczyli się ze zdaniem swojego księcia. Nie cieszył się on też sympatią hierarchii kościelnej. Zraził do siebie wpływowego biskupa Sées, Serla. Na Wielkanoc 1105 r. książę miał wysłuchać kazania wygłoszonego przez biskupa. Jednak noc przed kazaniem spędził zabawiając się z prostytutkami i kiedy spał zamroczony alkoholem, ktoś ukradł mu ubranie. Gdy rano Robert obudził się i zorientował, że jest nagi, zrezygnował z wysłuchania kazania. Biskup był tym faktem wielce obrażony.
Latem 1105 r. Henryk przeprawił się przez kanał i zajął Bayeux i Caen. Rok później skierował się ze swoją armią na Falaise i rozpoczął oblężenie zamku Tinchebray. Robert ruszył na odsiecz. Po nieudanych negocjacjach, 28 września 1106 r. doszło do decydującej bitwy. Po godzinie armia Roberta przestała istnieć. Większość rycerzy zginęła lub dostała się do niewoli. Wśród nich był książę Robert.

## Lata w niewoli
Resztę swojego życia były książę Normandii spędził w więzieniu. Zaraz po bitwie pod Tinchebray został osadzony w zamku Devizes. Spędził tam 20 lat, po czym król Henryk rozkazał przenieść go do zamku Cardiff. Robert próbował uciec konno z zamku, ale jego wierzchowiec wpadł do bagna i książę został pojmany. Aby zapobiec kolejnym próbom ucieczki, król Henryk kazał oślepić brata.

## Sarkofag
Były książę Normandii zmarł w swojej celi w 1134 r., w wieku około 80 lat. Został pochowany w klasztornym kościele pod wezwaniem św. Piotra w Gloucester, gdzie w późniejszych latach wybudowano mu ozdobny sarkofag. Kościół został zaś przekształcony w katedrę w Gloucesterze. Skrzynia ozdobiona jest herbami Dziewięciu Bohaterów: m.in. Edwarda Wyznawcy (1002-1066), Aleksandra Macedońskiego (356- 323), Judy Machabeusza, Karol I Wielkiego (742-814).

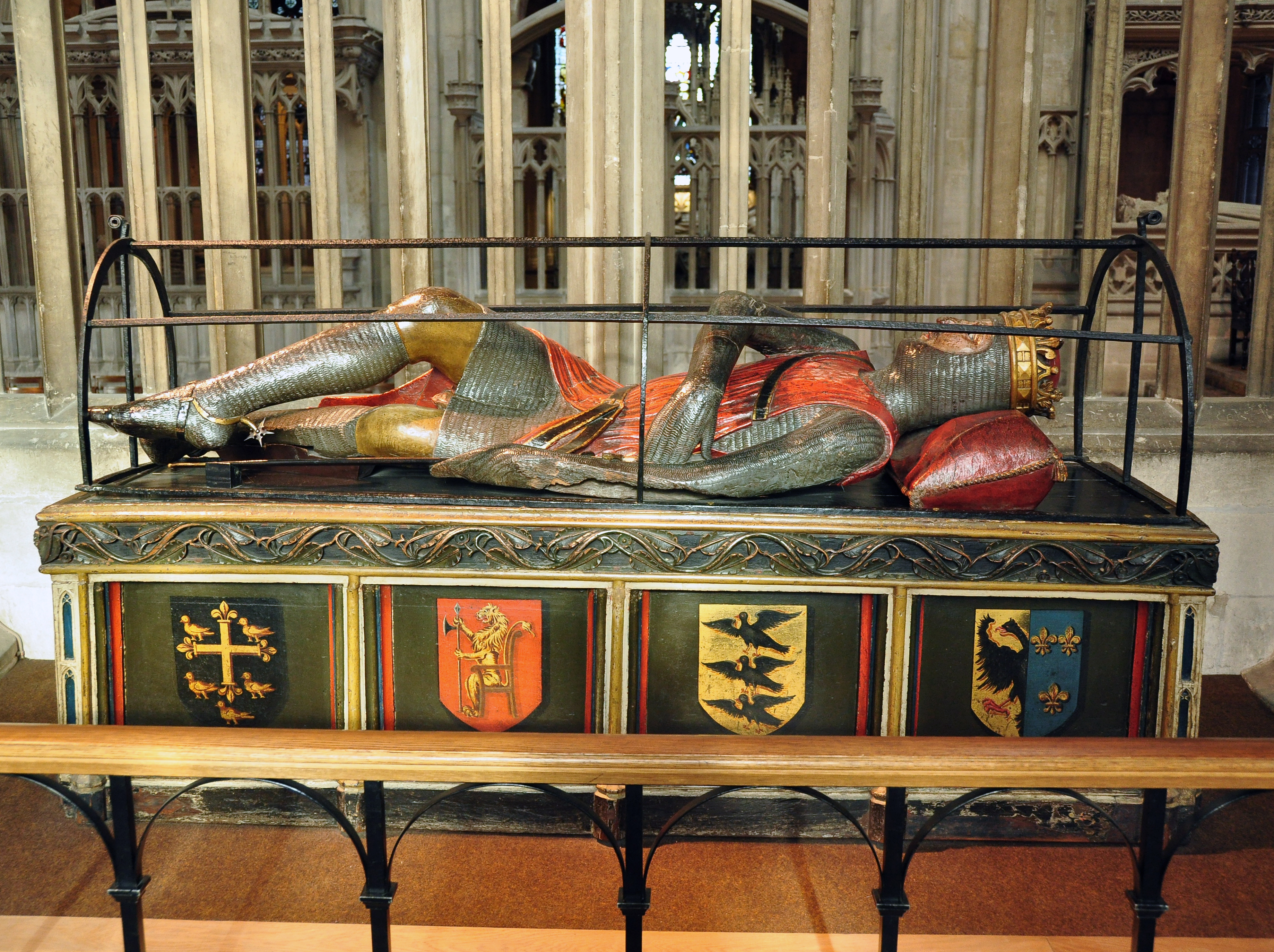
Sarkofag z herbami: Edwarda, Aleksandra, Judy, Karola

## Rodzina
Podczas powrotu z wyprawy krzyżowej Robert poślubił Sybillę, córkę hrabiego Godfryda z Conversano. Robert i Sybilla mieli razem jednego syna:
- Wilhelm Clito (25 października 1102 – 28 lipca 1128), hrabia Flandrii

Sybilla, wychwalana przez kronikarzy, umarła niedługo po porodzie. Wilhelm z Malmesbury uważa, że stało tak się wskutek zbyt ciasnego obwiązania jej klatki piersiowej. Natomiast Oderyk Vitalis i Robert z Torigny uważają, że śmierć księżnej nastąpiła wskutek otrucia ją przez klikę normandzkich szlachcianek, której przewodziła kochanka jej męża, Agnes Giffard.
Robert posiadał również co najmniej dwoje nieślubnych dzieci. Syn Ryszard był członkiem dworu swojego stryja, Wilhelma II. Zginął podczas polowania w New Forest w 1099 r. Nieznana z imienia córka poślubiła Heliasza de Saint-Saëns.

## W kulturze

### Filmy
W filmie telewizyjnym z 1990 roku Blood Royal: William the Conqueror, w Roberta wcielił się Simon Dutton.

### Gry wideo
W serii Crusader Kings jednym z grywalnych władców jest Robert 'Curthose' de Normandie, przedstawiony jako hrabia Maine.